# Newton Arlosh
Newton Arlosh – wieś w Anglii, w Kumbrii, w dystrykcie (unitary authority) Cumberland. Leży 20 km na zachód od miasta Carlisle i 427 km na północny zachód od Londynu.